# Malayathele
Genre
Malayathele est un genre d'araignées mygalomorphes de la famille des Euagridae.

## Distribution
Les espèces de ce genre sont endémiques de Malaisie péninsulaire.

## Liste des espèces
Selon World Spider Catalog (version 21.5, 02/11/2020) :
- Malayathele cameronensis Schwendinger, 2020
- Malayathele kanching Schwendinger, 2020
- Malayathele maculosa Schwendinger, 2020
- Malayathele ulu Schwendinger, 2020

## Publication originale
- Schwendinger, Lehmann-Graber, Hongpadharakiree & Syuhadah, 2020 : « New euagrid spider species from Thailand and Malaysia, and new localities of Leptothele bencha (Arachnida: Araneae). » Revue Suisse de Zoologie, vol. 127, no 2, p. 423-453.